# Thaumastoptera (Thaumastoptera) calceata
Thaumastoptera (Thaumastoptera) calceata is een tweevleugelige uit de familie steltmuggen (Limoniidae). De soort komt voor in het Palearctisch gebied.